# Departamento Río Senguer
Das Departamento Río Senguer liegt im Südwesten der Provinz Chubut im Süden Argentiniens  und ist eine der 15 Verwaltungseinheiten der Provinz. 
Es grenzt im Norden an die Departamentos Tehuelches und Paso de Indios, im Osten an das Departamento Sarmiento, im Süden an die Provinz Santa Cruz und im Westen an Chile. 
Die Hauptstadt des Departamento Río Senguer ist Alto Río Senguer.

## Bevölkerung

### Übersicht
Das Ergebnis der Volkszählung 2022 ist noch nicht bekannt. Bei der Volkszählung 2010 war das Geschlechterverhältnis mit 3.299 männlichen und 2.680 weiblichen Einwohnern unausgeglichen mit einem deutlichen Männerüberhang.
Nach Altersgruppen verteilte sich die Einwohnerschaft auf 1.613 (27,0 %) Personen im Alter von 0 bis 14 Jahren, 3.889 (65,0 %) Personen im Alter von 20 bis 64 Jahren und 477 (8,0 %) Personen von 65 Jahren und mehr.

### Bevölkerungsentwicklung
Das Gebiet ist dünn besiedelt und die Bevölkerung wächst kaum. Die Schätzungen des INDEC gehen von einer Bevölkerungszahl von 6.281 Einwohnern per 1. Juli 2022 aus.
| Jahr | 1947  | 1960  | 1970  | 1980  | 1991  | 2001  | 2010  | 2022    |
| Einwohner                                                                                                | 5.662 | 4.864 | 5.320 | 4.865 | 6.172 | 6.194 | 5.979 | k. Ang. |
| Bevölkerungsentwicklung des Departements seit 1947; Quelle: Ergebnisse der Volkszählungen in Argentinien |       |       |       |       |       |       |       |         |

## Städte und Gemeinden
Das Departamento Río Senguer ist in folgende Gemeinden aufgeteilt:
- Aldea Apeleg
- Aldea Beleiro
- Alto Río Senguer
- Doctor Ricardo Rojas
- Facundo
- Lago Blanco
- Pastos Blancos
- Río Mayo
- Los Tamariscos
- La Puerta del Diablo
- Río Guenguel
- Escuadrón Río Mayo
- El Coyte
- Paso Moreno
- Alto Río Mayo